# Kościół św. Marka w Rabacie
Kościół świętego Marka (malt. Knisja ta' San Mark, ang. Church of St Mark) – rzymskokatolicki kościół Augustianów w Rabacie na Malcie.

## Historia

### Początki
Zakon Augustianów przybył na Maltę w 1383. Jakkolwiek nie wiadomo na pewno, kiedy bracia zbudowali swój pierwszy klasztor koło Mdiny, jest pewnym, że w 1429 już tam istniał. Są tacy, którzy twierdzą, że był zbudowany w połowie drogi pomiędzy Mdiną a obecnym miejscem na szczycie wzgórza Saqqajja. Bardzo prawdopodobnym jest, że początek obecności Augustianów w Rabacie datuje się na koniec XIV wieku.
W 1551 klasztor, znajdujący się bardzo blisko fortyfikacji Mdiny, w związku ze spodziewanym atakiem tureckim, został ze względów obronnych pospiesznie zburzony. Zakonnicy praktycznie stracili wszystko, poczynając od kościoła, klasztoru i ich wyposażenia, a kończąc na osobistych rzeczach mnichów.

### Na nowym miejscu
Po wysłaniu prośby do wielkiego mistrza de la Sengle, aby dał im miejsce, w którym mogliby kontynuować życie jako wspólnota, nawet przez określony czas, bracia Augustianie uzyskali dostęp do szpitala Santo Spirito (dziś Archiwum Narodowe) w Rabacie. 28 sierpnia 1555 otrzymali od biskupa Domenico Cubellesa i kapituły katedry w Mdinie kaplicę pod wezwaniem św. Marka Ewangelisty, stojącą na szczycie Saqqajja Hill. Kaplica ta znajdowała się dokładnie w tym samym miejscu, w którym dziś, w kościele św. Marka, znajduje się boczna kaplica poświęcona Duchowi Świętemu.

13 sierpnia 1556, bazując na projekcie Girolamo Cassara, rozpoczęto budowę klasztoru.

## Kościół
W 1571 Girolamo Cassar rozpoczął budowę kościoła, zastępującego starą kaplicę św. Marka. To dzieło sztuki, podziwiane do dzisiaj, zostało ukończone w 1588. Z biegiem lat poczynione zostały pewne zmiany wewnątrz kościoła, ale oryginalna struktura Cassara jest wciąż zachowana. Bardzo interesującym jest fakt, że kościół ten jest architektonicznie miniaturowym modelem konkatedry św. Jana w Valletcie. Cassar najwyraźniej z sukcesem eksperymentował z konstrukcją budynku, którą później zastosował w Valletcie.  

### Fasada
Do kościoła dochodzi się po schodach biegnących wzdłuż całej fasady. Charakteryzuje się ona surowym gładkim murem, złamanym delikatnym rzeźbieniem drzwi wejściowych i okien. Centralnie umieszczony portyk wzbogaca harmonijną fasadę. Półokrągło zakończone górą prostokątne główne drzwi wejściowe, otoczone są rzeźbioną w kamieniu ramą. Ich zwieńczenie stanowi złamany trójkątny fronton, leżący na delikatnie zdobionej entablaturze, wspartej po każdej stronie na dwóch pięknych kolumnach korynckich. Centralnie, wewnątrz złamanego frontonu, umieszczone jest popiersie Świętego Marka, z aniołem po każdej stronie. Drzwi boczne umieszczone są między szerokimi pilastrami, podtrzymującymi belkowanie, będące odzwierciedleniem tego, nad głównym wejściem.

Górną część fasady stanowi centralny naczółek, który łączy się z niższym poziomem przez zwykły mur. Duże okrągłe okno z gwiaździstym witrażem, w asyście dwóch prostokątnych w kształcie okien, jest wyrównane do środkowego wejścia.

Wydaje się, że Girolomo Cassar zaprojektował fasadę kościoła św. Marka bazując na renesansowych budowlach, które widział podczas studiów w Neapolu i Rzymie.

W 2016 wykonana została gruntowna renowacja fasady. Usunięte zostały niepotrzebne metalowe elementy, stare kable, poprawiono wykonane wcześniej uzupełnienia tynku oraz wstawiono brakujące elementy kamieniarki.

### Wnętrze
Wnętrze kościoła ma prosty układ architektoniczny, składający się z nawy głównej, dwóch naw bocznych oraz prezbiterium z apsydą. Kościół, nad szeroką nawą główną zadaszony jest sklepieniem kolebkowym, które jest jednym z pierwszych na Malcie; uważa się, że było ono prototypem sklepienia w konkatedrze św. Jana w Valletcie.
W maju 1893 społeczność zakonna zgodziła się na pewne zmiany w prezbiterium kościoła. Projekt zmian opracował Giovanni Galdes, zatwierdził architekt Emanuele Luigi Galizia, zaś prace wykonał Ġużeppe Galea z Rabatu. Odnowiono stalle i pulpit lektora. Przeniesiono do zakrystii obraz Mattia Pretiego Św. Augustyn (1694), jeden z dwóch tytularnych obrazów stojących obok siebie, drugi - Św. Marek Ewangelista (1604), pędzla prawdopodobnie Girolamo Muziano lub jego ucznia, pozostał na swoim miejscu. Pod nim umieszczono marmurową rzeźbę św. Augustyna, dzieło Paolo Triscorni z 1894.
Ołtarz główny kościoła został poświęcony przez biskupa Gaetano Pace Forno w dniu 9 października 1896, oraz przez biskupa Giovanniego M. Camilleri 26 czerwca 1906.

## Ochrona dziedzictwa kulturowego
Kościół umieszczony jest na liście National Inventory of the Cultural Property of the Maltese Islands (NICPMI) pod nr 2339. 

## Ciekawostki
Od czasów rycerzy Joannitów, 16 stycznia każdego roku przed kościołem odbywa się błogosławieństwo zwierząt.

W kościele odbywają się koncerty muzyki organowej oraz występy chórów. 